# Убивство короля
Вбивство короля (англ. The King Murder) — американський детектив режисера Річарда Торпа 1932 року.

## Сюжет
Красива блондинка робить кар'єру, звабленням, а потім шантажуючи багатих одружених чоловіків. Вона знайдена вбитою після вимагання $ 5000 від її останньої жертва, а під час розслідування справи виявляється, що вона була залучена в набагато більшому, ніж просто шантаж.

## У ролях
- Конуей Тірл — детективний Генрі Бартон
- Наталі Мурхед — Елізабет Хоторн
- Марселін Дей — Перл Хоп
- Дороті Ревьер — Міріам Кінг
- Дон Альварадо — Хосе Морено
- Хантлі Гордон — Артур Б. Броннелл
- Моріс Блек — Філіп Скотт
- Роберт Фрейзер — Ван Кампен
- Роуз Діоне — міс Дюваль
- Джек Чітхем — детектив в квартирі Перл